# Louis Gurlitt
Heinrich Louis Theodor Gurlitt, född 8 mars 1812 i Altona i Holstein, död 19 september 1897 nära Leipzig, var en dansk-tysk målare, bror till Cornelius Gurlitt, far till Cornelius och Fritz Gurlitt.
Gurlitt förde ett rörligt liv och reste som ung i Norge. Han antogs vid Köpenhamns akademi 1831 där han studerade för Christoffer Wilhelm Eckersberg och Johan Ludvig Lund. När det Slesvig-holsteinska kriget bröt ut 1848 valde Gurlitt att flytta till Tyskland för att strida på Schleswig-Holsteins sida. Därefter distanserade han sig från Eckersbergsskolans verklighetsnära naturstudium för att istället närma sig Düsseldorfskolans dramatiska och stämningsbetonade landskapsmåleri. Han bodde i Düsseldorf, München, Dresden och Berlin. 
Han representerar inom det tyska landskapsmåleriet från 1800-talets mitt en rättfram och allvarlig realism med säker teckning och i hans bättre verk en klar och känslig kolorit. Hans landskap från Jylland och Nordtyskland visar hans bästa sidor. Han är representerad i Berlins nationalgalleri, i Dresden, Hamburg med flera städer.

## Verk (urval)
- Självporträtt (1833),  Nationalmuseum.
- Vy från närheten av Esrum (1834), Hamburger Kunsthalle.
- Norskt vattenfall (1835), Museumsberg Flensburg
- Aftonstämning vid Kullen, 1834
- Vy över Kullen i Sverige. Smugglare gömmer sitt gods bland klipporna i månsken (1834), Statens Museum for Kunst.
- Vinjefjord i Norge (1836), Kunsthalle Kiel
- Landskap med kvarn, Oberbayern (ca 1836), Nationalmuseum
- Møns Klint (1842), Statens Museum for Kunst.
- Landskap nära Himmelbjerget, Jylland (1842), Statens Museum for Kunst
- Marina Piccola, Capri (1844), Nationalmuseum

## Galleri

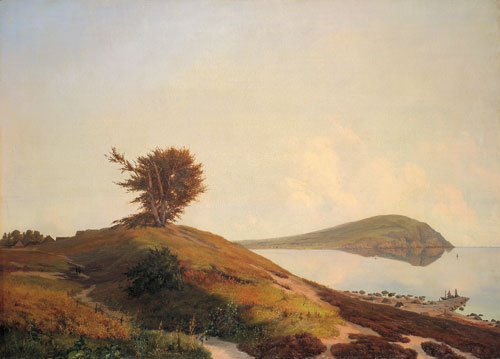
Aftonstämning vid Kullen, 1834.
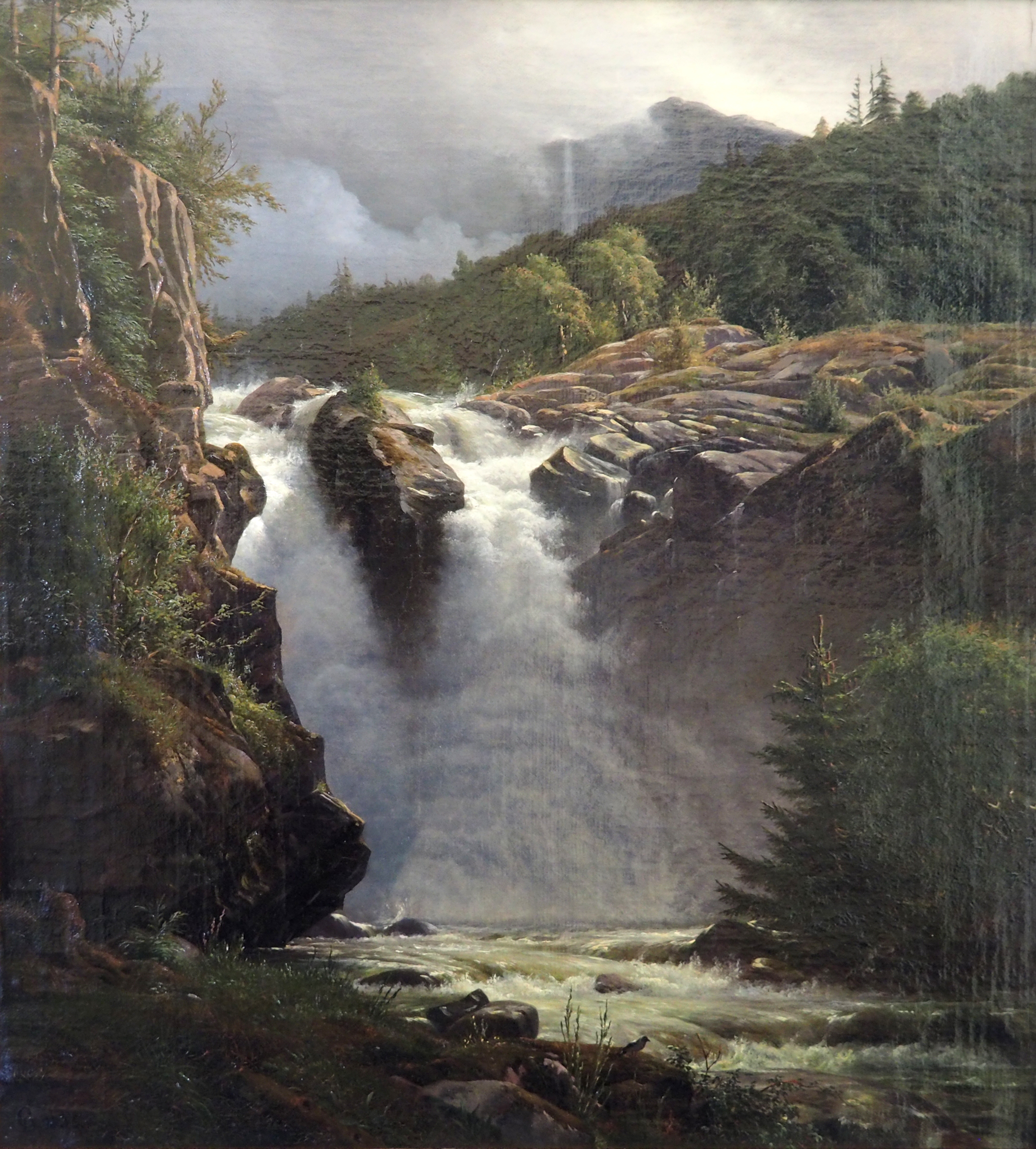
Louis Gurlitt: Norskt vattenfall, 1835.
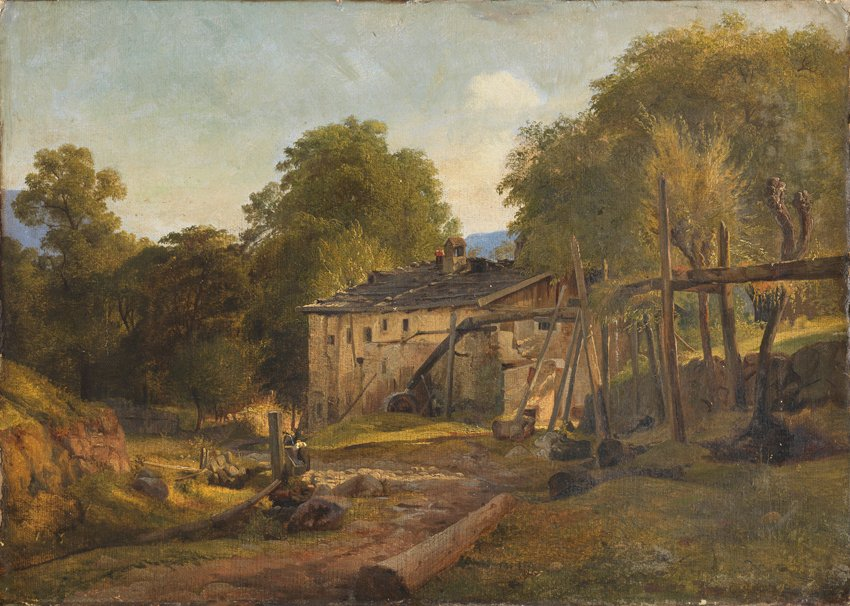
Landskap med kvarn, Oberbayern (1836). Nationalmuseum.
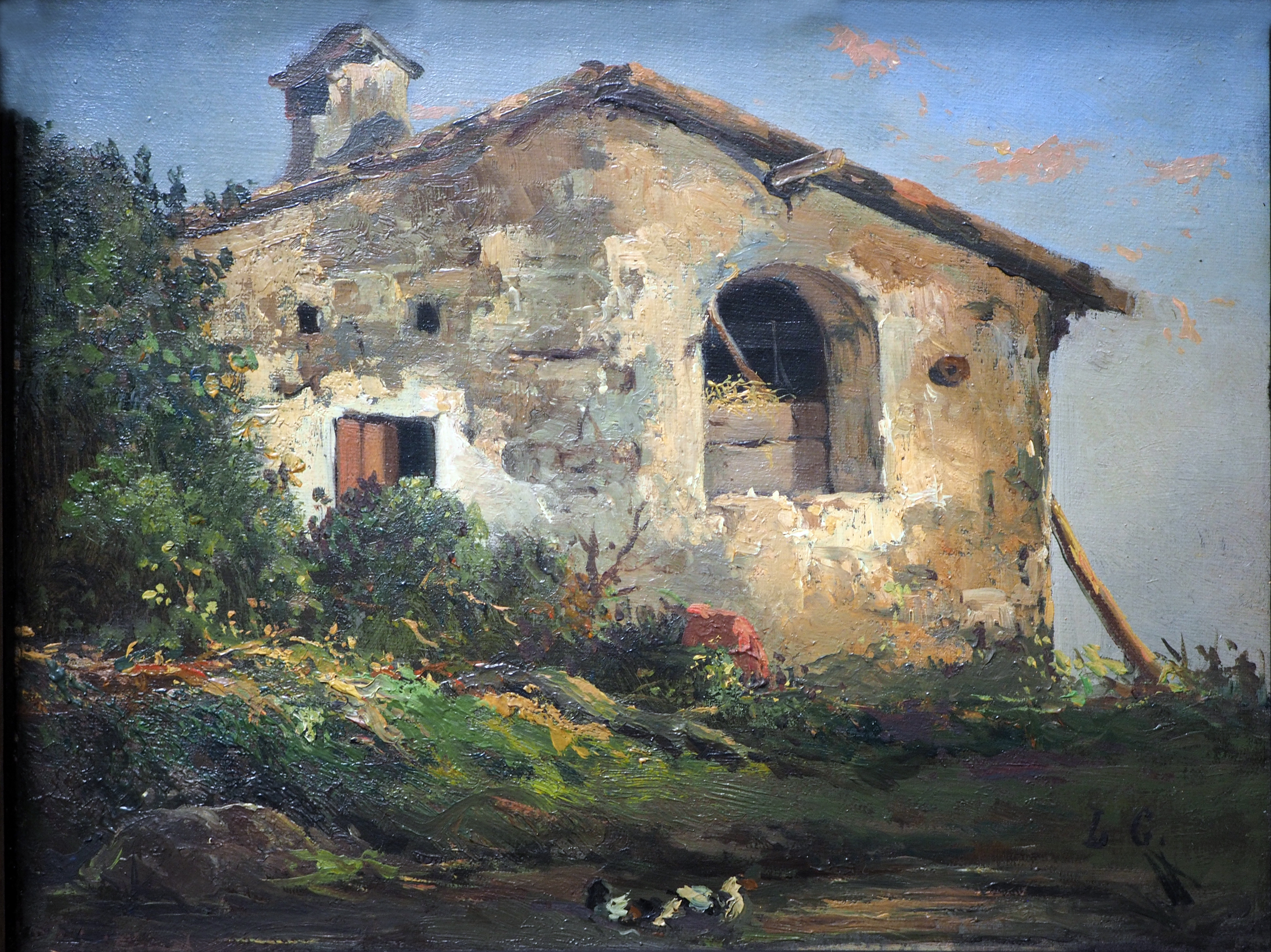
Förfallet hus, Hamburger Kunsthalle.